# Ziegrosserův mlýn
Ziegrosserův mlýn v Netolicích v okrese Prachatice je vodní mlýn, který stojí v centru města na Bezdrevském potoce pod rybníkem Mnich. Je chráněn jako nemovitá kulturní památka České republiky.

## Historie
Mlýn pravděpodobně existoval již v poslední čtvrtině 16. století; v té době vedly Netolice spor s Jakubem Krčínem, který při budování stoky „Krčínky“ odvedl většinu vody z potoka napájejícího soustavu rybníků Hrbovské - Podroužek - Mnich a zásobujícího vodou netolické mlýny. 10. července 1663 byl mlýn zničen povodní a následně obnoven.

## Popis
Původně renesanční mlýn je ve zdivu zčásti raně barokní.
Voda na vodní kolo vedla náhonem. V roce 1930 mlýn poháněla Francisova turbína (průtok 0.410 m³/s, spád 5.3 m, výkon 13 HP). Technologie se nedochovala.